# Agostino Bassi
Agostino Bassi   (Mairago, 25 de setembre de 1773 - Lodi, 8 de febrer de 1856) (de vegades s'agrega de Lodi), fou un naturalista, entomòleg i botànic italià.

## Biografia
Nasqué a Mairago, un poble prop de Lodi, el 25 de setembre de 1773, fill de Rosa Sommariva i Onorato Bassi, un ric terratinent. Tenia un germà bessó, Giovanni Francesco.
Malgrat la seva particular passió per la biologia, el pare no volia fer-li seguir estudis en aquest sentit, atès que desitjava que s'ocupés de la propietat familiar, i esdevingués un funcionari de l'Imperi dels Habsburg. Per això es va graduar en dret, però durant la seva vida va conrear la seva veritable passió, i es dedicà als estudis de medicina, biologia i patologia animal i vegetal, donant en cadascun dels camps contribucions importants. De fet, ja a la Universitat de Pavia, a la qual va assistir com a estudiant del Col·legi Ghislieri, durant els seus estudis en dret, va seguir paral·lelament cursos de física, química i medicina, i va tenir com a professors e Volta, Scarpa, Rasori i Spallanzani. D'aquest últim seguí les lliçons fins a la seva mort.
En 1802 va ser convidat a unir-se a la delegació del Departament de l'Adda a la consulta de Lió en la qual es va aprovar la costituzione della Repubblica Italiana
Després d'una àmplia investigació sobre la Beauveria bassiana o muscardina, malaltia dels cucs de seda, que va començar el 1807, i l'ocupà per prop de 25 anys. El 1835 van demostrar que la malaltia és causada per un paràsit microscòpic que es transmet per contacte i a través dels aliments infectats. Els resultats d'aquesta investigació foren publicats a l'obra titulada Del mal del segno, calcinaccio o moscardino. Aquest treball, per la seva importància en la lluita contra la malaltia que havia causat un dany significatiu en la producció de la seda i el consegüent impacte econòmic en la indústria de la seda, va ser traduït al francès i es distribuí per tot Europa.
Partint d'aquest important descobriment, Bassi teoritzà que totes les malalties infeccioses dels animals i les plantes són causades per paràsits, com va explicar en el seu escrit titulat Del contagio in generale (1844), anticipant la teoria de contagi, en què va demostrar que l'agent causant de la malaltia és un fong microscòpic (al qual Balsamo-Crivelli donà en el seu honor el nom de Botrytis bassiana) la qual, represa i desenvolupada per Pasteur, representa la base de la patologia moderna.
També va jugar un gran paper en la prevenció, prescrivint mètodes per eliminar la malaltia del cuc de seda, amb un èxit considerable. També va ser l'autor d'una obra sobre el cultiu de les patates, sobre el formatge, sobre la vinificació, la lepra i el còlera.
Per la importància dels seus estudis, França li atorgà el títol de Cavaller de la Legió d'Honor nel 1840. Morì a Lodi el 8 de febrer del 1856. La seva tomba es troba a l'església romànica de Sant Francesc, a la Piazza Ospitale de Lodi. L'Istituto Tecnico Turistico e Commerciale de Lodi s'anomena Agostino Bassi en honor seu.

## Obres
- "Sulla fabbrica del formaggio all'uso lodigiano" (1820).
- "Del mal del segno, calcinaccio o moscardino" (1835)
- "Del contagio in generale" (1844)